# Карелин, Виктор Ильич
Ви́ктор Ильи́ч Каре́лин (7 сентября 1909, Москва — 20 марта 1998) — советский футболист, защитник, мастер спорта СССР. Играл за сборную Москвы. Помимо футбола успешно играл в хоккей с мячом и шайбой. По окончании карьеры работал тренером хоккейных и футбольных команд.

## Биография
Карелин начал футбольную карьеру в 1923 году в составе клуба Завода имени Фрунзе, в этой команде он провёл 12 лет.
В 1936 году перешёл в московский «Сталинец», которому помог подняться в высшую лигу. В 1938 году Карелина включили в список 55 лучших футболистов сезона в СССР под третьим номером на позиции левого защитника.
В следующем году перешёл в московские «Крылья Советов», которым также помог подняться в элиту. 1941 год Карелин провёл в «Профсоюзах-2» и своём первом клубе, ЗиФ.
После этого он вернулся в «Крылья Советов», где и провёл остаток карьеры, был капитаном команды, сыграл в высшей лиге по меньшей мере полсотни матчей.
После окончания карьеры игрока Карелин стал тренером.
В 1950-1951 гг. работал главным тренером в клубе «Динамо» (Хабаровск).
В 1954 году возглавлял челябинский «Авангард», в 1955–1958 годах — клуб по хоккею с мячом «Буревестник», «Спутник» Нижний Тагил – июль-декабрь 1964, в 1965—1968 годах — тюменский «Нефтяник».